# Elkwallow Wayside
L'Elkwallow Wayside est le bâtiment principal d'une aire de repos le long de la Skyline Drive, au sein du parc national de Shenandoah, en Virginie, dans l'est des États-Unis. Situé à la limite des comtés de Page et Rappahannock, il a été construit en 1937-1938 selon les plans de l'architecte Marcellus Wright, Jr. dans le style rustique du National Park Service. C'est une propriété contributrice au district historique de Skyline Drive depuis la création de ce district historique le 28 avril 1997.